# Acraea circeis
Acraea circeis är en fjärilsart som beskrevs av Dru Drury 1782. Acraea circeis ingår i släktet Acraea och familjen praktfjärilar. Inga underarter finns listade i Catalogue of Life.

## Bildgalleri

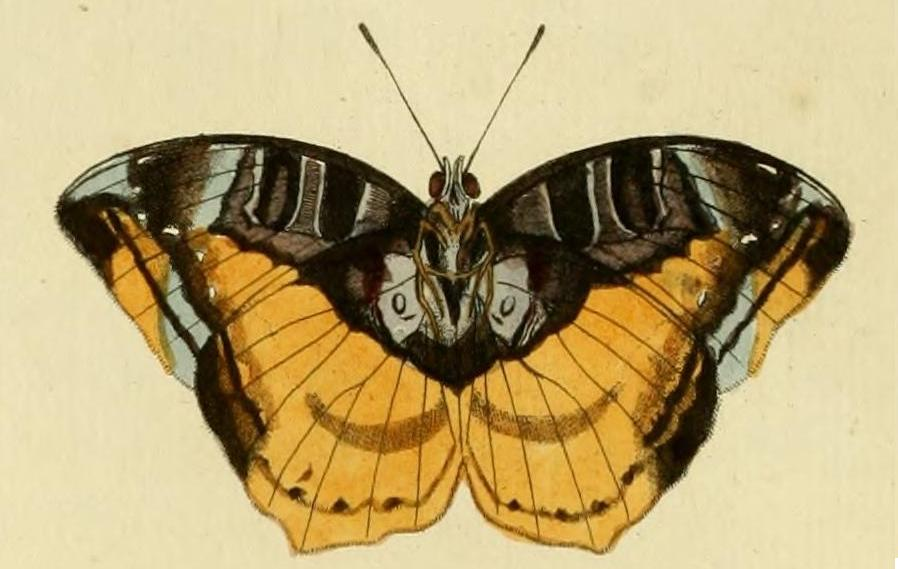
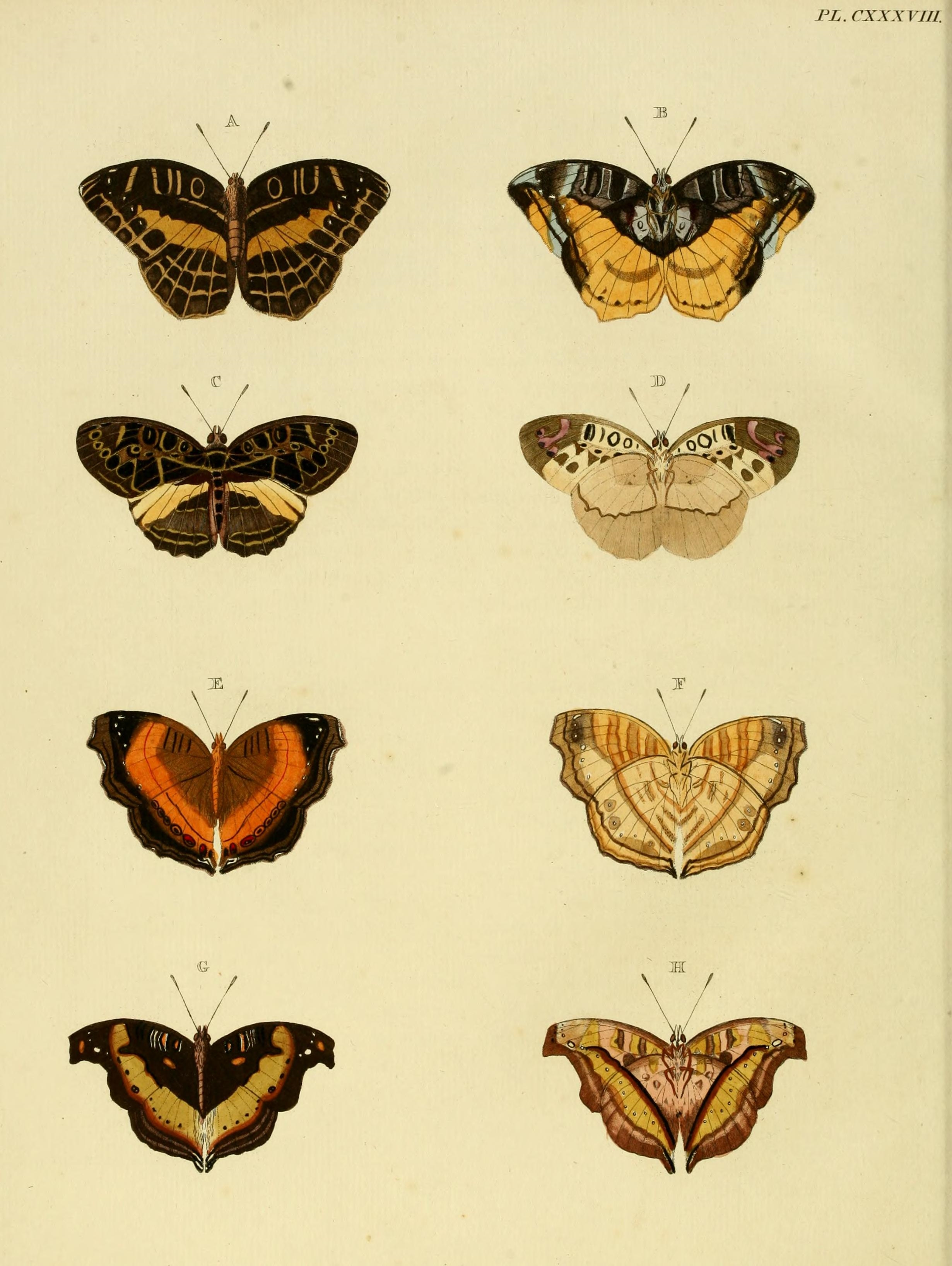